# Lemuria
Lemuria je jedanesti studijski album švedskog sastava Therion. Diskografska kuća Nuclear Blast objavila ga je 24. svibnja 2004., istog dana kad i Sirius B, dvanaesti studijski album skupine.

## O albumu
Therion je počeo pisati pjesme za uradak nakon snimanja albuma Deggial (iz 2000.); Christofer Johnsson, vođa sastava, izjavio je da su članovi sastava te pjesme „stavili na led” tijekom snimanja prethodnog uratka Secret of the Runes (iz 2001.) te da je skupina nakon popratne turneje za taj album napisala ukupno 55 pjesama. Zaključivši da među njima ima dovoljno dobrih pjesama za tri albuma, ali da bi istodobno snimanje svih triju albuma bilo prezahtjevan posao, sastav je u isto vrijeme snimao pjesme za Lemuriju i drugi album Sirius B, a preostale pjesme odlučio je snimiti naknadno. Te su skladbe naposljetku objavljene na uratku Sitra Ahra iz 2010.
Skupina je svoje glazbene dionice i većinu vokala snimala od travnja do srpnja 2003. i u rujnu 2003. u Modern Art Studiju u Stockholmu. Orkestar i zborski vokali snimljeni su u Smečky Music Studiju u Pragu, također u rujnu 2003.
Premda su Lemuria i Sirius B izdani zasebno, objavljeni su i na zajedničkom izdanju na dvama CD-ovima, zbog čega se to izdanje može smatrati prvim dvostrukim albumom skupine.

## Popis pjesama
Tekstovi: Thomas Karlsson. 
| 1.    | »Typhon«                                                               | Kristian Niemann           | 4:36 |
| 2.    | »Uthark Runa«                                                          | Christofer Johnsson        | 4:42 |
| 3.    | »Three Ships of Berik Part 1: Calling to Arms and Fighting the Battle« | Johnsson                   | 3:20 |
| 4.    | »Three Ships of Berik Part 2: Victory!« (instrumentalna skladba)       | Johnsson                   | 0:44 |
| 5.    | »Lemuria«                                                              | Johnsson                   | 4:15 |
| 6.    | »Quetzalcoatl«                                                         | Johnsson                   | 3:48 |
| 7.    | »The Dreams of Swedenborg«                                             | Johnsson                   | 4:58 |
| 8.    | »An Arrow from the Sun«                                                | Johnsson                   | 5:55 |
| 9.    | »Abraxas«                                                              | Johnsson                   | 5:22 |
| 10.   | »Feuer Overtüre / Prometheus entfesselt«                               | Johnsson, Kristian Niemann | 4:39 |
| 42:19 |                                                                        |                            |      |

## Tematika tekstova
Tekstovi pjesama na albumu aludiraju na mitologiju i kulturu drevnih civilizacija:
1. Tifon je čudovište iz grčke mitologije. Prema Eshilu Tifon se borio protiv svih olimpijskih bogova: Zeus ga je porazio i okovao u unutrašnjosti vulkana Etne, odakle njegov bijes izaziva erupcije.
2. Futhark je bila runska abeceda kojom su se koristili brojni germanski narodi. Uthark je okultistička interpretacija navedene abecede.
3. Berik je mitološki vladar svih gotskih plemena. Prema Jordanu napustio je skandinavsku domovinu s trima brodovima. Posade na tim brodovima činili su preci triju gotskih plemena.
4. Lemurija je hipotetski izgubljeni kontinent (poput Atlantide).
5. Quetzalcoatl je astečko božanstvo.
6. Abaris je bio legendarni mislilac i Apolonov svećenik.
7. Emanuel Swedenborg bio je okultist iz 18. stoljeća.
8. Abraksas je mitološko biće čije se ime pojavljuje u gnostičkim spisima.

## Recenzije
| Recenzije           | Recenzije |
| Izvor               | Ocjena    |
| ------------------- | --------- |
| AllMusic            | [ 6 ]     |
| Chronicles of Chaos | 10/10     |
| Sputnikmusic        | 4,5/5     |

Dobio je pozitivne kritike. Sputnikmusicov recenzent dao mu je četiri i pol boda od njih pet nazvavši ga „jednim od najboljih Therionovih djela” koje je „(a)mbiciozno i raznoliko, nikad pretenciozno i uvijek ugodno te prepuno izvrsnih vokalnih i instrumentalnih dionica”. Pišući za Chronicles of Chaos, Jackie Smit dao mu je najvišu ocjenu pritom se osvrnuvši i na album Sirius B; zaključio je da je „gotovo nemoguće pronaći mane na tom uratku”, da je „(s)vaka pjesma savršena od početka do kraja” te da je riječ o djelu koje „nadilazi obično glazbeno izražavanje i postaje pravo umjetničko djelo”.
James Christopher Monger dao je i njemu i albumu Sirius B četiri i pol zvjezdice od njih pet u osvrtu za AllMusic zaključivši da su to „intenzivni, elegični i općenito zapanjujući” uradci te da je skupina „stvorila najbolj(e) album(e) svoje karijere”. U pozitivnoj recenziji za PopMatters Adrien Begrand izjavio je da su ta dva albuma „progresivna, ali pamtljiva; agresivna, ali pristupačna” i da je to „golemo postignuće za simfonijski metal”.

## Zasluge
| Therion - Christofer Johnsson – gitara; vokal (na 1. i 3. pjesmi); klavijatura (na 8. i 10. pjesmi); aranžmani - Kristian Niemann – gitara, akustična gitara, pomoć pri tonskoj obradi - Johan Niemann – bas-gitara; bas-gitara bez pragova (na pjesmi „Lemuria”) Ostalo osoblje - Sami Karppinen – tonska obrada - Jan Holzner – tonska obrada (snimki orkestra i zbora) - Michal Hradiský – pomoć pri tonskoj obradi (snimki orkestra i zbora) - Zdeněk Pekárek – pomoć pri tonskoj obradi (snimki orkestra i zbora) - Lars Nissen – tonska obrada, miksanje, produkcija - Andreas Hviid – pomoć pri tonskoj obradi - Thomas Ewerhard – naslovnica, omot albuma | Dodatni glazbenici - Richard Evensand – bubnjevi - Steen Rasmussen – Hammondove orgulje; melotron (na pjesmi „Lemuria”) - Jens Nyborg – balalajka, domra - Sven Lindblad – balalajka - Kavi Björqvist – balalajka - Mats Levén – vokal (na 2. i 9. pjesmi) - Piotr Wawrzeniuk – vokal (na 5., 7. i 10. pjesmi) - Peter Mossman – naracija (na pjesmi „Lemuria”) - Anna-Maria Krawe – vokal (sopran) (na 1., 8. i 9. pjesmi) - Jana Bínová-Koucká – vokal (sopran) (na pjesmi „The Dreams of Swedenborg”) - Karolína Vočadlová – vokal (alt) (na pjesmi „The Dreams of Swedenborg”) - Ulrika Skarby – vokal (alt) (na 5. i 8. pjesmi) - Tomáš Černý – vokal (tenor) (na pjesmi „Typhon”) - Michael Schmidberger – vokal (bas) (na 1., 8. i 10. pjesmi) - Jitka Tomšíčková – oboa - Petra Čermáková – rog - Praška filharmonija – orkestar - Adam Klemens – dirigent (orkestra) - Mario Klemens – dirigent (orkestra i zbora) |

## Ljestvice
| Ljestvica  | Najviša pozicija |
| ---------- | ---------------- |
| Nizozemska | 76.              |

## Vanjske poveznice
- Lemuria na MusicBrainz.com
- Lemuria na discogs.com